# Kais Saied

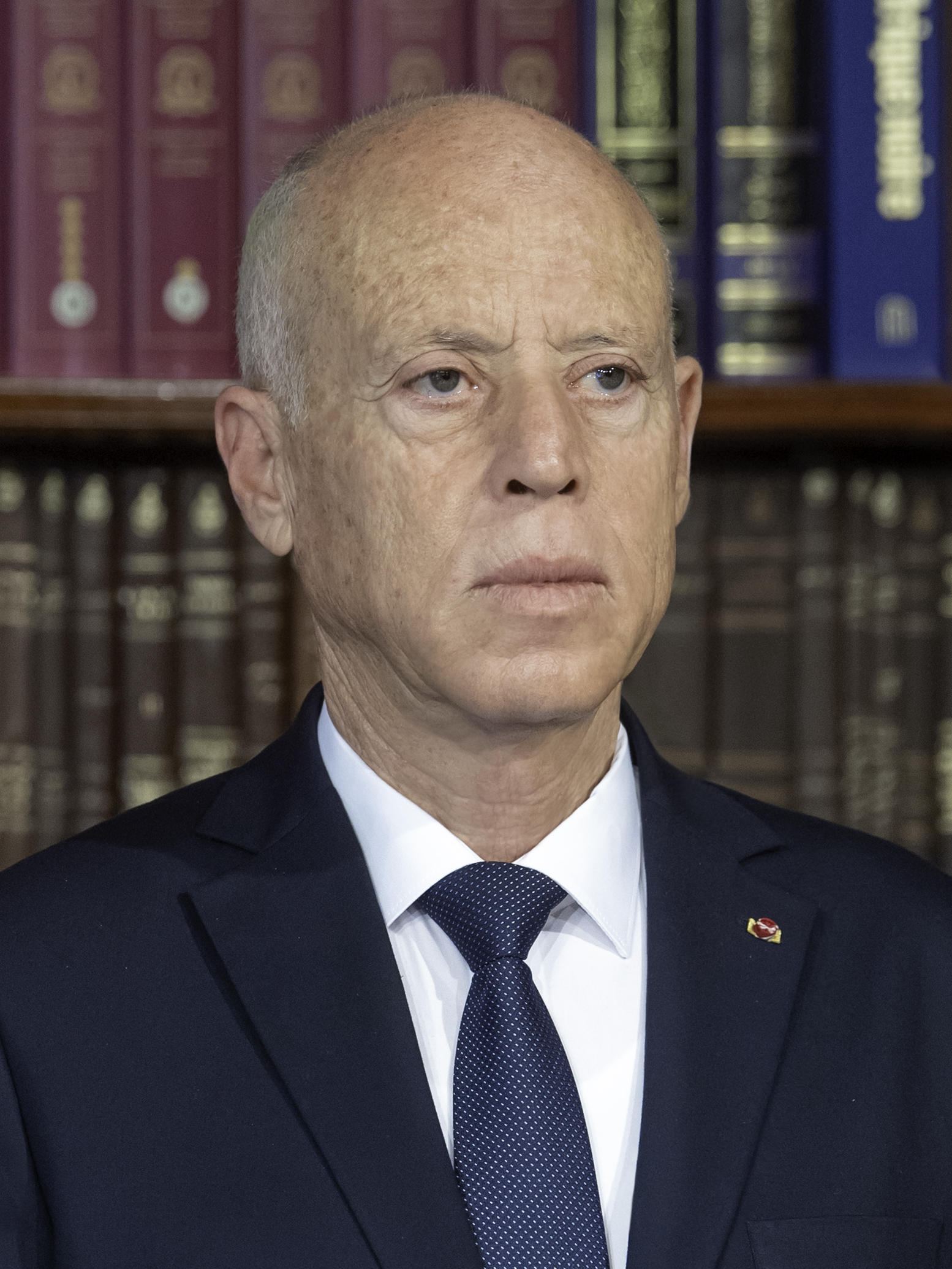
Kais Saied (2019)

Kais Saied (Berberisch ⵇⴰⵉⵙ ⵚⴰⵄⵢⴷ, arabisch قيس سعيد, DMG Qais Suʿayyid, französisch Kaïs Saïed; * 22. Februar 1958 in Béni Khiar, Gouvernement Nabeul) ist ein tunesischer Jurist, Professor für Verfassungsrecht und konservativer Politiker. Seit Oktober 2019 ist er Staatsoberhaupt, nachdem er siegreich aus der Präsidentschaftswahl hervorgegangen war; er löste den interimsweise amtierenden Mohamed Ennaceur ab. Unter seiner Regierung leiden Demokratie und Menschenrechte; im Demokratieindex wurde Tunesien unter seiner Herrschaft zum Hybridregime herabgestuft.

## Leben

### Ausbildung und akademische Karriere
Kais Saied ist der Sohn von Moncef Saied und Lalla Zakia aus Beni Khiar, einer Familie der Mittelschicht. Sein Onkel väterlicherseits, Hicham Saied, war der erste Kinderarzt in Tunesien, der in den 1970er Jahren durch die Trennung siamesischer Zwillinge weltweite Bekanntheit erlangte.
Saied studierte Jura und erhielt ein Diplôme d’études approfondies (DEA) in Völkerrecht an der Fakultät für Rechts-, Politik- und Sozialwissenschaften der Universität Tunis, ein Diplom der Académie internationale du Droit constitutionnel (AIDC – englisch IADC, International Academy of Constitutional Law, deutsch IAVR – Internationalen Akademie für Verfassungsrecht) in Tunis und ein Diplom des Internationalen Instituts für humanitäres Recht in Sanremo, Italien. 1986 trat er seine erste Professur an der Fakultät für Rechts-, Wirtschafts- und Staatswissenschaften der Universität Sousse an. Während dieser Zeit war er
- von 1989 bis 1990 Mitglied der Expertengruppe des Generalsekretariats der Arabischen Liga
- von 1993 bis 1995 Experte am Arabischen Institut für Menschenrechte
- von 1994 bis 1999 Direktor des Instituts für Öffentliches Recht an der Fakultät für Rechts- und Wirtschafts- und Staatswissenschaften von Sousse
- und von 1990 bis 1995 Generalsekretär und Vizepräsident der tunesischen Vereinigung für Verfassungsrecht.

Außerdem war er ab 1997 Mitglied des wissenschaftlichen Rates und des Direktoriums der IAVR und Präsident des Tunis Center for Constitutional Law for Democracy und lehrte ab 1999 an der Fakultät für Rechts-, Politik- und Sozialwissenschaften von Tunis. Nach der Revolution 2011 war er Mitglied des Expertenausschusses, der für die Erarbeitung der neuen Verfassung Tunesiens zuständig war. Außerdem ist er Autor zahlreicher Bücher und Artikel zum Verfassungsrecht, promovierte aber nie. 2018 ging er in den Ruhestand.

### Wahl zum Präsidenten 2019
Saied war einer der ersten erklärten Kandidaten bei den tunesischen Präsidentschaftswahlen 2019. Während des Wahlkampfs pflegte er das Image eines bescheidenen Mannes. Er wohnte weiterhin in einer einfachen Wohnung für Bedienstete, fuhr mit Bus und U-Bahn und traf die Bürger in beliebten Cafés. Im Wahlkampf vertrat er gesellschaftlich ultrakonservative Positionen und einen Law-and-Order-Kurs in der Sicherheitspolitik. So sprach er sich für die Todesstrafe und gegen die Gleichberechtigung von Frauen im Erbrecht aus. Das islamische Recht solle die Grundlage der Rechtsprechung bilden. In einem Interview warf Saied Ausländern vor, Homosexualität in Tunesien finanzieren und verbreiten zu wollen. Vor allem versprach er, als Präsident einen Plan gegen Korruption umzusetzen.
Saied lehnt die Normalisierung der Beziehungen zu Israel nicht nur ab, sondern bezeichnet sie sogar als „Verrat“. „Wir sind in einem Kriegszustand mit dem Zionismus, und Normalisierung ist Verrat“, sagte er. Weiterhin erklärte er: „Wer […] die Beziehungen zum Zionismus normalisiert, der das Land des palästinensischen Volkes gestohlen und sie aus ihrem Land vertrieben hat, der ist ein Verräter“. Des Weiteren verzichtete er im Wahlkampf auf große Kundgebungen und nahm nach eigenen Angaben keine Wahlspenden an. Abseits seiner politischen Position fällt Saied vor allem durch seine Verwendung des Hocharabischen statt des tunesischen Dialekts und seine Parteilosigkeit auf. Aufgrund seines Vorsatzes, der Korruption ein Ende zu setzen, und seiner regungslosen Mimik erhielt er den Spitznamen „Robocop“.
In der ersten Runde der Präsidentschaftswahl belegte er mit 18,4 % der Stimmen den ersten Platz und trat in der zweiten Wahlrunde gegen Nabil Karoui an. Die zweite Runde am 13. Oktober 2019 gewann Saied deutlich mit 72,7 Prozent gegen Karoui. Saied wurde von großen Teilen der tunesischen Jugend unterstützt und gewählt, auch die islamistische Ennahda-Partei unterstützte ihn.

### Institutionelle Krise 2021 und Konzentration der Macht
Im Januar 2021 kündigte Regierungschef Hichem Mechichi eine Kabinettsumbildung und die Ernennung mehrerer neuer Regierungsmitglieder an. Die neuen Minister wurden vom Parlament bestätigt. Präsident Saïed weigerte sich jedoch, sie zu vereidigen, da mehrere Minister unter Korruptionsverdacht standen. Er vertrat die Ansicht, dass dies gegen die Verfassung verstoße, und bemängelte überdies, dass es bei der Abstimmung des Ministerrats über die Kabinettsumbildung zu Unregelmäßigkeiten gekommen sei.
Anfang April 2021 weigerte sich Kais Saied, einen von der Regierung vorgelegten Gesetzentwurf zur Einrichtung eines Verfassungsgerichts zu ratifizieren. Seit der Revolution verfügt Tunesien über kein solches, obwohl seine Einrichtung von der 2014 in Kraft getretenen Verfassung der Republik Tunesien spätestens ein Jahr nach ihrem Inkrafttreten vorgeschrieben war. Saied lehnte das Gesetz ab mit der Begründung, dass diese verfassungsmäßige Frist überschritten worden sei. Eine Änderung der Verfassung zum Beheben des Fristproblems lehnte er indessen ebenfalls ab, und zwar mit der Begründung, eine Verfassungsänderung bedürfe der Bewilligung eines (nicht existierenden) Verfassungsgerichtshofs. Einige politische Beobachter mutmaßten, Saieds Blockadehaltung könne auf die mögliche Kompetenz eines Verfassungsgerichts zurückzuführen sein, den Präsidenten seines Amts zu entheben. Ebenfalls wurde gemutmaßt, er wolle eine Krise heraufbeschwören, um die Verfassung durch eine gänzlich andere zu ersetzen.
Am 25. Juli 2021, dem Nationalfeiertag, forderten tausende Demonstranten die Auflösung des tunesischen Parlaments und die Ausarbeitung einer neuen Verfassung im Rahmen einer von Saied geleiteten Übergangsphase. Zu dem Zeitpunkt hatte sich die mit der COVID-19-Pandemie verbundene Gesundheitskrise verschlimmert. An demselben Abend entließ Kais Saied die Regierung Hichem Mechichi mit sofortiger Wirkung unter Berufung auf den Paragraphen 80 der Verfassung, der im Ausnahmefall die Konzentration der Macht in seinen Händen für 30 Tage vorsieht, und kündigte folgende Maßnahmen an:
- die Suspendierung des Parlaments und Aufhebung der Immunität seiner Mitglieder;
- die Bildung einer neuen Regierung, die ihm direkt untergeordnet sein werde;
- das Führen der Regierungsgeschäfte per Erlass;
- den Vorsitz der Staatsanwaltschaft.

Parlamentspräsident Rached al-Ghannouchi, der Führer der Ennahda-Partei, warf ihm umgehend vor, einen „Staatsstreich gegen die Revolution“ durchgeführt zu haben.
Im Februar 2022 löste Saied den Obersten Justizrat (Conseil supérieur de la magistrature, CSM), ein Gremium, das unter anderem dafür zuständig war, die Unabhängigkeit der Justiz zu sichern und Richter zu ernennen, auf. Saied begründete seine Maßnahme damit, dass der CSM parteilich und korrupt und die Richter des CSM zur Anklage zu bringen seien. Der CSM habe außerdem Verfahren verschleppt. Am 30. März 2022 ordnete Saied die Auflösung des tunesischen Parlaments an, das zuvor acht Monate suspendiert gewesen war. Am 17. Dezember 2022 wurde das Parlament neu gewählt. Von der Opposition wurde die Wahl boykottiert, die Wahlbeteiligung war extrem niedrig.
Von Jahresanfang 2022 bis zum 20. März 2022 hatten Bürger des Landes die Möglichkeit, Vorschläge zu einer Überarbeitung der Verfassung Tunesiens einzureichen. Diese sollten nachfolgend von einem Expertenkomitee ausgewertet werden und so die Basis einer Verfassungsreform bilden, über die die Bevölkerung am 25. Juli 2022 in einem Volksentscheid abstimmen konnte. Die Opposition (die islamistische Ennahda-Partei und die säkulare Parti destourien libre) hatte zu einem Boykott des Referendums aufgerufen. Die zur Abstimmung gestellte Verfassung sieht vor, dass der Präsident unter anderem Regierung und Richter ernennen und entlassen darf. Bei einer Wahlbeteiligung von 30,5 Prozent (2,75 Millionen Wähler) stimmten 94,6 Prozent für die Annahme der Verfassung.

### Wiederwahl zum Präsidenten 2024
Bei der Präsidentschaftswahl am 6. Oktober 2024 wurden nur zwei von 17 Bewerbern als Gegenkandidaten zugelassen und deren Kandidatur behindert. So wurde Ayachi Zammel in zwei Urteilen zu 20 Monaten Haft bzw. zwölf Jahren Haft verurteilt. Begründet wurde die Verurteilung mit Urkundenfälschung; er habe Unterschriften von Bürgern ohne deren Zustimmung zur Unterstützung seiner Kandidatur bei der Wahlbehörde verwendet sowie personenbezogene Daten ohne Zustimmung der Parteien genutzt. Menschenrechtsorganisationen wie Amnesty International kritisierten im Vorfeld, dass die Wahlen nicht frei und fair seien. Saied erreichte im ersten Wahlgang über 89 % der Stimmen; die Wahlbeteiligung betrug 27,7 %.

### Privates
Saied ist mit der Richterin Ichraf Chebil verheiratet, die er während seines Studiums an der Universität Sousse kennengelernt hatte. Das Paar hat drei Kinder.